# نظرية شمولية
نظرية شمولية أو نظرية الميتا (بالإنجليزية: Metatheory) هي نظرية تتناول موضوعًا بحثيًّا معيّنًا يدور حول نظرية أخرى، وتُستخدم النظرية الشمولية لإستخلاص النتائج والنقاط الرئيسية وخاصة عندما تكون هناك دراسات ونظريات متعددة ومختلفة وذات خصائص متباينة. فعلى سبيل المثال، تعني نظرية الشمولية في الرياضيّات أن هناك نظرية رياضيّة تتحدث عن نظرية أخرى وتحللها لتستنبط النتائج الرئيسية منها. ولقد انتشر استخدام هذا المصطلح في القرن العشرين كنتيجة لأعمال عالم الرياضيات الألماني (دايفيد هيلبرت) في عام 1905.
فيما يلي مثال على بيان نظري شمولي أدلى به ستيفن هوكينج:
«دائمًا ما تكون أي نظرية فيزيائية مؤقتة ، بمعنى أنها مجرد فرضية ؛ ولا يمكنك إثباتها أبدًا. وبغض النظر عن عدد المرات التي تتفق فيها نتائج التجارب مع بعض النظريات ، لا يمكنك أبدًا التأكد من أنه في المرة القادمة لن تتعارض النتيجة مع النظرية. من ناحية أخرى ، يمكنك دحض نظرية من خلال إيجاد حتى ملاحظة واحدة لا تتفق مع توقعات النظرية.»
تُعد الاستقصاءات النظرية الشمولية عمومًا جزءًا من فلسفة العلوم، كما أن ما وراء الطبيعة هو موضوع يثير القلق للمنطقة التي يتم فيها تصور النظرية الفردية.

## التصنيف
بإختبار مجموعات من النظريات ذات الصلة، قد تكون النتيجة الأولى هي تحديد فئات للنظريات، وبالتالي تحديد تصنيف للنظريات.

## علم النفس
تستعمل النظرية الشمولية «لتوفير مصدر غني بالمفاهيم التي تنشأ منها النظريات والأساليب».

## بحوث اجتماعية
النظرية الشمولية «نوقشت بشكل نادر من قبل علماء الإدارة والباحثين» (Tsoukas، 1994) و «أنها مهملة تمامًا تقريبًا»(Fleetwood، 2007).
هدف التحليل داخل مجالات الإدارة الفرعية للدراسة: الحجج المؤيدة للملاءمة المعرفية لأبحاث الحالة، وفحص منظور الأنطولوجية والإبستيمولوجية أو الواقعية لما بعد الحداثة (على سبيل المثال، جونز وبوس 2007 ؛ Westwood & Clegg 2003).
تشمل التأملات في النظرية مجلة (Academy of Management Review) لعام 1989 و 1999 حول «بناء التاريخ وتحسينه» و «اختبار النظرية»
(Langley 1999 ؛ Poole & Van de Ven 1989 ؛ Tsang & Kwan 1999؛ Van de Ven 1989 ؛ Weick 1989 ؛ وعلى سبيل المثال، Weick 1999 ؛ Whetten 1989)
ومنتدى حول «ما ليست النظرية (what theory is not)»
(DiMaggio 1995 ؛ Sutton & Staw 1995 ؛ Weick 1995)
و بحث Astley في (1985) عن فصلية العلوم الإدارية.

## في الرياضيات
أدخلت النظرية الشمولية في فلسفة القرن العشرين نتيجة لعمل عالم الرياضيات الألماني ديفيد هيلبرت، الذي نشر في عام 1905 اقتراح لإثبات اتساق واكتمال الرياضيات، وخلق مجال ماوراء الرياضيات، لكن آماله قد تحطمت في نجاح هذا الإثبات بسبب عمل كورت غودل، والذي استعمل في عام 1931 نظريته الخاصة في عدم الاكتمال ليثبت أن إثبات هيلبرت في الاتساق والاكتمال غير صحيح. ومع ذلك، استمر برنامجه الخاص بالمشكلات الرياضية التي لم تُحَل (والذي كان قد نشأ منها هذا الاقتراح الحسابي)، في التأثير على اتجاه الرياضيات لبقية القرن العشرين.
انتشرت دراسة النظرية الشمولية خلال بقية القرن من خلال تطبيقها في مجالات أخرى، لا سيما علم اللغة ومفهومها للغة المعرفية.
تُعَرَّف نظرية الميتا على النحو التالي: " هي بيان حول النظريات. وهذا البيان عادة ما يعطي معيارًا للحصول على نظرية جديدة من نظرية قديمة، إما عن طريق تغيير أهدافها وفقًا لقاعدة تعرف باسم قانون الازدواجية (duality law)" أو مبدأ الازدواجية أو عن طريق نقلها إلى منطقة أخرى (من نظرية الفئات إلى نظرية المجموعات) أو إلى سياق آخر داخل نفس المنطقة (من التحولات الخطية إلى المصفوفات)".

## علم الاجتماع
https://www.researchgate.net/publication/317585884_Metatheory_and_knowledge_organization يختبر أربعة أنواع من الأعمال ماوراء الطبيعية: بما في ذلك «التنظير الشمولي (metatheorizing)» من أجل فهم النظرية بشكل أفضل (Mu).

## روابط خارجية
- قضايا النظرية الشمولية (2003)، Lyle Flint